# Stenoderus opacicollis
Stenoderus opacicollis är en skalbaggsart som beskrevs av Aurivillius 1917. Stenoderus opacicollis ingår i släktet Stenoderus och familjen långhorningar. Inga underarter finns listade i Catalogue of Life.